# Heinrich I. (Kastilien)

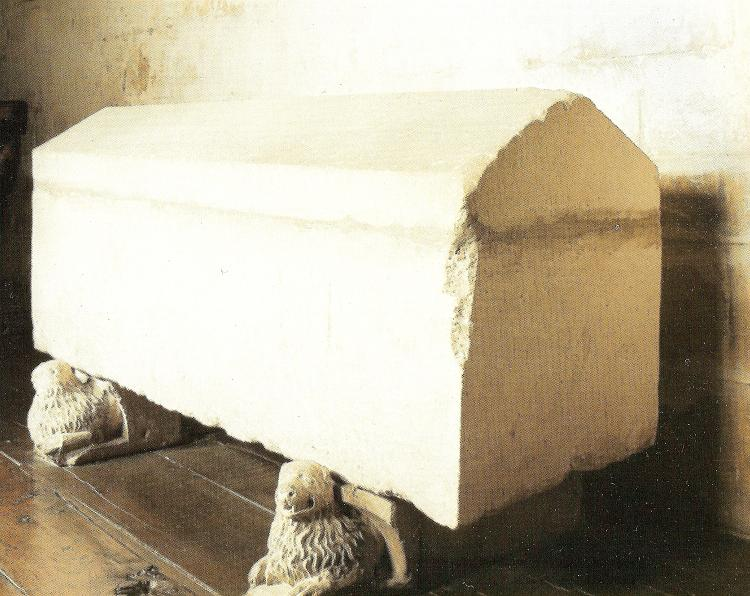
Grab von Heinrich I. von Kastilien, Kloster Las Huelgas, Burgos

Heinrich I. von Kastilien (spanisch: Enrique I de Castilla; * 14. April 1204 in Valladolid; † 6. Juni 1217 in Palencia) war König von Kastilien von 1214 bis 1217.

## Leben
Heinrich I. war der jüngste Sohn von König Alfons VIII. von Kastilien und der Eleonore Plantagenet. Da seine älteren Brüder bereits im Kindesalter vor Alfons VIII. starben, folgte er als zehnjähriger Prinz seinem Vater nach dessen Anfang Oktober 1214 erfolgtem Tod zunächst unter der Vormundschaft seiner Mutter Eleonore auf den Thron. Allerdings starb Eleonore nur etwa 25 Tage später am 31. Oktober 1214. Daraufhin übernahm Heinrichs älteste Schwester Berenguela gemäß dem Testament Alfons’ VIII. die Regentschaft. 
Im nächsten Jahr 1215 opponierte aber ein von Graf Álvaro Núñez de Lara angeführter Teil des kastilischen Adels gegen die von Berenguela ausgeübte Regentschaft. Als vorgeblichen Grund für seinen Widerstand gab Álvaro Núñez an, dass er Berenguela davon abhalten wolle, ihren Sohn Ferdinand anstellte ihres Bruders Heinrich I. auf den Thron zu setzen. Berenguela lenkte ein und überließ dem Grafen von Lara die Regentschaft, verlangte jedoch ein Mitspracherecht bei der Erklärung von Kriegen und anderen wichtigen Beschlüssen. Álvaro Núñez war nicht gewillt, dieser Forderung nachzukommen. In der Folge kam es zwischen ihm und Berenguela zu weiteren Spannungen.
Um Berenguelas Einfluss zu schwächen, handelte Álvaro Núñez noch 1215 die Verheiratung von Heinrich I. mit Prinzessin Mafalda von Portugal aus, die eine Tochter von Sancho I., König von Portugal, und dessen Ehefrau Dulce von Barcelona war. Wegen Heinrichs jungem Alter wurde die Ehe jedoch nicht vollzogen und auf Berenguelas Betreiben 1216 durch Papst Innozenz III. wegen Konsanguinität annulliert.
Im Alter von erst 13 Jahren starb Heinrich I. am 6. Juni 1217 an einer Kopfverletzung, die er sich beim Spielen mit anderen Kindern im Bischofspalast von Palencia durch einen herabfallenden Dachziegel zugezogen hatte. Obwohl der Graf von Lara Heinrichs Unfalltod geheim zu halten versuchte, erfuhr Berenguela bald davon und trat sodann ihren Anspruch auf den Thron an ihren Sohn ab, der Anfang Juli 1217 als Ferdinand III. neuer kastilischer König wurde. Seine letzte Ruhestätte fand Heinrich I. im Kloster Las Huelgas nahe Burgos.